# Canton de Charolles
Le canton de Charolles est une circonscription électorale française située dans le département de Saône-et-Loire et la région Bourgogne-Franche-Comté.

## Géographie
Ce canton est organisé autour de Charolles dans les arrondissements de Chalon-sur-Saône et de Charolles. 

## Histoire
Par décret du 18 février 2014, le nombre de cantons du département est divisé par deux, avec mise en application aux élections départementales de mars 2015. Le canton de Charolles est conservé et s'agrandit. Il passe de 13 à 33 communes.

## Représentation

### Conseillers d'arrondissement (de 1833 à 1940)
| Période                                  | Période      | Identité                         | Étiquette    | Qualité |
| ---------------------------------------- | ------------ | -------------------------------- | ------------ | --- |
| 1833                                     | 1848         | Charles Antoine Goin (1800-1886) |              | Notaire à Charolles                                                                                         |
| 1848                                     | 1852         | M. Sabatin                       |              | Agriculteur à Charolles                                                                                     |
| 1852                                     | 1864         | Charles Antoine Goin             |              | Notaire, adjoint au maire de Charolles                                                                      |
| 1864                                     | 1867 (décès) | Gérard Mielle (1799-1867)        |              | Avocat, Président du Tribunal civil de Charolles                                                            |
| juin 1868                                | 1871         | Louis Noirey                     | Indépendant  | Propriétaire à Charolles                                                                                    |
| 1871                                     | 1880         | M. Rondet                        | Conservateur | Propriétaire, adjoint au maire de Vaudebarrier                                                              |
| 1880                                     | 1907         | Jean Febvre-Dumontet             | Conservateur | Maire de Vaudebarrier puis de Baron                                                                         |
| 1907                                     | 1919         | Gabriel Gauthier (1850-1921)     | Radical      | Médecin à Charolles                                                                                         |
| 1919                                     | 1937         | Claudius Gaudry (1856-1941)      | URD          | Médecin, maire de Vaudebarrier                                                                              |
| 1937                                     | 1940         | M. Devillard                     | Républicain  | Cultivateur, maire de Champlecy                                                                             |
| 1940                                     |              |                                  |              | Les conseils d'arrondissement ont été suspendus par la loi du 12 octobre 1940 et n'ont jamais été réactivés |
| Les données manquantes sont à compléter. |              |                                  |              | |

### Conseillers généraux de 1833 à 2015
| Période | Période          | Identité                        | Étiquette              | Qualité                                                                                         |
| ------- | ---------------- | ------------------------------- | ---------------------- | ----------------------------------------------------------------------------------------------- |
| 1833    | 1845             | Jean-Baptiste Gayet (1786-1866) | Constitutionnel        | Avocat Maire de Charolles (1830-1848 et 1858-1863)                                              |
| 1845    | 1848             | Pierre Lambert                  | Majorité ministérielle | Ancien Sous-Préfet de Charolles Député (1837-1842)                                              |
| 1848    | 1852             | Philibert Pézerat               | Républicain            | Médecin à Charolles et à Poisson Député (1848-1849)                                             |
| 1852    | 1866 (décès)     | Louis Jean Guichard             |                        | Avocat - Maire de Charolles                                                                     |
| 1866    | 1886 (décès)     | Charles-Antoine Goin            | Droite                 | Propriétaire - Maire de Charolles, ancien conseiller d'arrondissement                           |
| 1886    | 1892 (décès)     | Baron Henri Audras de Béost     | Droite                 | Propriétaire du château d'Ozolles                                                               |
| 1892    | 1910 (décès)     | Baron Marie-Jean des Tournelles | Conservateur           | Maire d'Ozolles                                                                                 |
| 1910    | 1919             | Pierre Aimé Victor Bouissoud    | Rad.                   | Avoué honoraire, maire de Charolles                                                             |
| 1919    | 1925 (décès)     | Paul Gerbe                      | Rad.                   | Avoué - Sénateur (1919-1925) Maire de Charolles (1919-1925) Président du Conseil Général        |
| 1925    | 1940             | Charles Bouissoud               | AD-RG                  | Avocat Député (1928-1940) Maire de Charolles (1925-1942) Nommé conseiller départemental en 1942 |
|         |                  |                                 |                        |                                                                                                 |
| 1945    | 1951             | Edmé Geoffray                   | DVD                    | Propriétaire Conseiller municipal de Saint-Julien-de-Civry                                      |
| 1951    | 1970             | Francis Margeat (1903-1990)     | RPF puis DVD           | Libraire Maire de Charolles                                                                     |
| 1970    | 2000 (démission) | Jean Ducerf (1922-2005)         | RI puis UDF-PR         | Industriel Maire de Vendenesse-lès-Charolles (1958-2001) Vice-président du conseil général      |
| 2000    | 2008             | Jean Drevon                     | RPR puis UMP           | Directeur de laboratoire d'analyses médicales Maire de Charolles (1971-2014)                    |
| 2008    | 2015             | Christian Bonnot                | PS                     | Conseiller principal d'éducation Conseiller municipal de Charolles                              |

### Conseillers départementaux à partir de 2015
| Période élective | Période élective | Mandat | Mandat   | Identité          | Nuance | Nuance | Qualité                                                                                                |
| ---------------- | ---------------- | ------ | -------- | ----------------- | ------ | ------ | --- |
| 2015             | 2021             | 2015   | 2021     | Pierre Berthier   |        | LR     | Cadre Maire de Charolles 11e vice-président - Sports, culture, patrimoine, jeunesse et vie associative |
| 2015             | 2021             | 2015   | 2021     | Josiane Corneloup |        | LR     | Pharmacienne Ancien maire de Saint-Bonnet-de-Joux (2014-2017) Députée depuis 2017                      |
| 2021             | 2028             | 2021   | en cours | Pierre Berthier   |        | LR     | Conseiller sortant, 15ème Vice-Président du conseil départemental                                      |
| 2021             | 2028             | 2021   | en cours | Josiane Corneloup |        | LR     | Conseillère sortante                                                                                   |

### Résultats détaillés

#### Élections de mars 2015
Lors des élections départementales de 2015, le binôme composé de Pierre Berthier et Josiane Corneloup (Union de la Droite) est élu au premier tour avec 51,03 % des suffrages exprimés, devant le binôme composé de Annie Pallot et Jean Piret (PS) (28,46 %). Le taux de participation est de 56,29 % (6 826 votants sur 12 127 inscrits) contre 50,75 % au niveau départemental et 50,17 % au niveau national.

#### Élections de juin 2021
Le premier tour des élections départementales de 2021 est marqué par un très faible taux de participation (33,26 % au niveau national). Dans le canton de Charolles, ce taux de participation est de 37,69 % (4 535 votants sur 12 031 inscrits) contre 32,7 % au niveau départemental. À l'issue de ce premier tour,  le binôme constitué de Pierre Berthier et Josiane Corneloup (DVD , 84,25 %), est élu avec 84,25 % des suffrages exprimés.

## Composition

### Composition avant 2015
Le canton de Charolles regroupait 13 communes.
| Nom                      | Code Insee | Codepostal | Superficie (km2) | Population (dernière pop. légale) | Densité (hab./km2) |
| ------------------------ | ---------- | ---------- | ---------------- | --------------------------------- | ------------------ |
| Baron                    | 71021      | 71120      | 13,29            | 296 (2012)                        | 22                 |
| Champlecy                | 71082      | 71120      | 22,82            | 226 (2012)                        | 9,9                |
| Changy                   | 71086      | 71120      | 20,12            | 447 (2012)                        | 22                 |
| Charolles                | 71106      | 71120      | 19,98            | 2 773 (2012)                      | 139                |
| Fontenay                 | 71203      | 71120      | 2,46             | 43 (2012)                         | 17                 |
| Lugny-lès-Charolles      | 71268      | 71120      | 16,72            | 342 (2012)                        | 20                 |
| Marcilly-la-Gueurce      | 71276      | 71120      | 11,08            | 120 (2012)                        | 11                 |
| Ozolles                  | 71339      | 71120      | 27,20            | 428 (2012)                        | 16                 |
| Prizy                    | 71361      | 71800      | 4,26             | 68 (2012)                         | 16                 |
| Saint-Julien-de-Civry    | 71433      | 71800      | 21,01            | 505 (2012)                        | 24                 |
| Vaudebarrier             | 71562      | 71120      | 8,00             | 236 (2012)                        | 30                 |
| Vendenesse-lès-Charolles | 71564      | 71120      | 27,38            | 770 (2012)                        | 28                 |
| Viry                     | 71586      | 71120      | 20,14            | 248 (2012)                        | 12                 |

### Composition après 2015
Après le redécoupage de 2014, le canton était composé de 33 communes.
À la suite de la création de la commune nouvelle du Rousset-Marizy au 1er janvier 2016 par regroupement entre Marizy et Le Rousset, le canton comprend désormais trente-deux communes.
| Nom                               | Code Insee | Intercommunalité                         | Superficie (km2) | Population (dernière pop. légale) | Densité (hab./km2) | Modifier                                    |
| --------------------------------- | ---------- | ---------------------------------------- | ---------------- | --------------------------------- | ------------------ | ------------------------------------------- |
| Charolles (bureau centralisateur) | 71106      | CC Le Grand Charolais                    | 19,98            | 2 789 (2022)                      | 140                | modifier les données · modifier les données |
| Ballore                           | 71017      | CC Le Grand Charolais                    | 10,75            | 90 (2022)                         | 8,4                | modifier les données · modifier les données |
| Baron                             | 71021      | CC Le Grand Charolais                    | 13,29            | 279 (2022)                        | 21                 | modifier les données · modifier les données |
| Beaubery                          | 71025      | CC Le Grand Charolais                    | 22,98            | 361 (2022)                        | 16                 | modifier les données · modifier les données |
| Champlecy                         | 71082      | CC Le Grand Charolais                    | 22,82            | 208 (2022)                        | 9,1                | modifier les données · modifier les données |
| Changy                            | 71086      | CC Le Grand Charolais                    | 20,12            | 441 (2022)                        | 22                 | modifier les données · modifier les données |
| Colombier-en-Brionnais            | 71141      | CC La Clayette Chauffailles en Brionnais | 13,37            | 314 (2022)                        | 23                 | modifier les données · modifier les données |
| Dyo                               | 71185      | CC La Clayette Chauffailles en Brionnais | 15,80            | 325 (2022)                        | 21                 | modifier les données · modifier les données |
| Fontenay                          | 71203      | CC Le Grand Charolais                    | 2,46             | 56 (2022)                         | 23                 | modifier les données · modifier les données |
| Grandvaux                         | 71224      | CC Le Grand Charolais                    | 6,18             | 86 (2022)                         | 14                 | modifier les données · modifier les données |
| Lugny-lès-Charolles               | 71268      | CC Le Grand Charolais                    | 16,72            | 324 (2022)                        | 19                 | modifier les données · modifier les données |
| Marcilly-la-Gueurce               | 71276      | CC Le Grand Charolais                    | 11,08            | 135 (2022)                        | 12                 | modifier les données · modifier les données |
| Martigny-le-Comte                 | 71285      | CC Le Grand Charolais                    | 37,27            | 404 (2022)                        | 11                 | modifier les données · modifier les données |
| Mornay                            | 71323      | CC Le Grand Charolais                    | 20,18            | 142 (2022)                        | 7,0                | modifier les données · modifier les données |
| Oudry                             | 71334      | CC Le Grand Charolais                    | 20,78            | 384 (2022)                        | 18                 | modifier les données · modifier les données |
| Ouroux-sous-le-Bois-Sainte-Marie  | 71335      | CC La Clayette Chauffailles en Brionnais | 4,80             | 66 (2022)                         | 14                 | modifier les données · modifier les données |
| Ozolles                           | 71339      | CC Le Grand Charolais                    | 27,20            | 371 (2022)                        | 14                 | modifier les données · modifier les données |
| Palinges                          | 71340      | CC Le Grand Charolais                    | 36,55            | 1 413 (2022)                      | 39                 | modifier les données · modifier les données |
| Pouilloux                         | 71356      | CU Creusot Montceau                      | 18,40            | 955 (2022)                        | 52                 | modifier les données · modifier les données |
| Prizy                             | 71361      | CC Le Grand Charolais                    | 4,26             | 56 (2022)                         | 13                 | modifier les données · modifier les données |
| Le Rousset-Marizy                 | 71279      | CC Le Grand Charolais                    | 55,49            | 603 (2022)                        | 11                 | modifier les données · modifier les données |
| Saint-Aubin-en-Charollais         | 71388      | CC Le Grand Charolais                    | 19,61            | 493 (2022)                        | 25                 | modifier les données · modifier les données |
| Saint-Bonnet-de-Joux              | 71394      | CC Le Grand Charolais                    | 29,43            | 797 (2022)                        | 27                 | modifier les données · modifier les données |
| Saint-Bonnet-de-Vieille-Vigne     | 71395      | CC Le Grand Charolais                    | 17,81            | 217 (2022)                        | 12                 | modifier les données · modifier les données |
| Saint-Germain-en-Brionnais        | 71421      | CC La Clayette Chauffailles en Brionnais | 5,96             | 177 (2022)                        | 30                 | modifier les données · modifier les données |
| Saint-Julien-de-Civry             | 71433      | CC Le Grand Charolais                    | 21,01            | 468 (2022)                        | 22                 | modifier les données · modifier les données |
| Saint-Romain-sous-Gourdon         | 71477      | CU Creusot Montceau                      | 18,78            | 480 (2022)                        | 26                 | modifier les données · modifier les données |
| Saint-Vincent-Bragny              | 71490      | CC Le Grand Charolais                    | 41,00            | 997 (2022)                        | 24                 | modifier les données · modifier les données |
| Suin                              | 71529      | CC Le Grand Charolais                    | 21,98            | 274 (2022)                        | 12                 | modifier les données · modifier les données |
| Vaudebarrier                      | 71562      | CC Le Grand Charolais                    | 8,00             | 207 (2022)                        | 26                 | modifier les données · modifier les données |
| Vendenesse-lès-Charolles          | 71564      | CC Le Grand Charolais                    | 27,38            | 738 (2022)                        | 27                 | modifier les données · modifier les données |
| Viry                              | 71586      | CC Le Grand Charolais                    | 20,14            | 260 (2022)                        | 13                 | modifier les données · modifier les données |
| Canton de Charolles               | 7109       |                                          | 631,58           | 14 910 (2022)                     | 24                 | modifier les données                        |

## Démographie

### Démographie avant 2015
| 1962  | 1968  | 1975  | 1982  | 1990  | 1999  | 2006  | 2011  | 2012  |
| ----- | ----- | ----- | ----- | ----- | ----- | ----- | ----- | ----- |
| 7 483 | 7 847 | 7 547 | 7 012 | 6 551 | 6 609 | 6 559 | 6 517 | 6 502 |

### Démographie depuis 2015
En 2022, le canton comptait 14 910 habitants, en évolution de −1,93 % par rapport à 2016 (Saône-et-Loire : −1,06 %, France hors Mayotte : +2,11 %).
| 2013   | 2018   | 2022   |
| ------ | ------ | ------ |
| 15 315 | 15 167 | 14 910 |